# Tiếng Mazahua
Tiếng Mazahua là một trong ngôn ngữ bản địa của México, nói ở vài bang miền trung México. Đây là ngôn ngữ của một dân tộc thường được gọi là Mazahua nhưng có tên tự gọi Hñatho. Đây là một ngôn ngữ Trung Bộ châu Mỹ và chia sẻ nhiều đặc điểm với toàn vùng ngôn ngữ này. Năm 2003, tiếng Mazahua (cùng với khoảng 62 ngôn ngữ nữa) được ghi vào luật thành văn của México (Thông luật về Quyền Ngôn ngữ của các Dân tộc Bản địa) với danh nghĩa ngôn ngữ chính thức của Đặc khu Liên bang và các dơn vị hành chính khác nơi ngôn ngữ này hiện diện, có địa vị ngang hàng với tiếng Tây Ban Nha. Người nói tiếng Mazahua tập trung đông nhất ở municipio San Felipe del Progreso (Bang México), gần Toluca.
Ngôn ngữ gần gũi nhất với tiếng Mazahua là tiếng Otomi, tiếng Matlatzinca, tiếng Ocuilteco/Tlahuica: tất cả là thành viên của nhóm Oto-Pame trong ngữ hệ Oto-Mangue.
Tiếng Mazahua là một ngôn ngữ thanh điệu, phân biệt ba thanh cao, thấp, giáng.
Điểm nổi bật của tiếng Mazahua là hệ thống âm vị lớn khác thường, với sáu mươi âm vị. Có tám nguyên âm thường, bảy nguyên âm mũi, cùng khoảng bốn mươi lăm phụ âm.
Hệ thống phụ âm có âm tống ra, âm hút và âm vang vô thanh. Cùng với tiếng Sindh và tiếng Tukang Besi, tiếng Mazahua là một trong số ít ngôn ngữ có âm hút nằm ngoài vùng tập trung âm hút. Đây cũng là một trong số ít ngôn ngữ có âm xát tống ra.

## Âm vị học

### Phụ âm
|          |               | Đôi môi | Chân răng | Vòm | Ngạc mềm | Ngạc mềm | Thanh hầu |
| thường   | môi hoá       | Đôi môi | Chân răng | Vòm |          |          | Thanh hầu |
| -------- | ------------- | ------- | --------- | --- | -------- | -------- | --------- |
| Mũi      | thanh hầu hoá | m̰       | n̰         | ɲ̰   |          |          |           |
| Mũi      | vô thanh      | m̥       | n̥         | ɲ̥   |          |          |           |
| Mũi      | thường        | m       | n         | ɲ   |          |          |           |
| Tắc      | hút           | ɓ       | ɗ         |     |          |          |           |
| Tắc      | tống ra       |         | tʼ        |     | kʼ       | kʼʷ      |           |
| Tắc      | bật hơi       | pʰ      | tʰ        |     | kʰ       | kʷʰ      |           |
| Tắc      | tenuis        | p       | t         |     | k        | kʷ       | ʔ         |
| Tắc      | hữu thanh     |         |           |     | ɡ        | ɡʷ       |           |
| Tắc xát  | tống ra       |         | tsʼ       | tʃʼ |          |          |           |
| Tắc xát  | bật hơi       |         | tsʰ       | tʃʰ |          |          |           |
| Tắc xát  | tenuis        |         | ts        | tʃ  |          |          |           |
| Xát      | tống ra       |         | sʼ        |     |          |          |           |
| Xát      | bật hơi       |         | sʰ        |     |          |          |           |
| Xát      | tenuis        |         | s         | ʃ   |          |          | h         |
| Xát      | hữu thanh     |         | z         | ʒ   |          |          |           |
| Tiếp cận | thanh hầu hoá |         |           | j̰   |          | w̰        |           |
| Tiếp cận | vô thanh      |         |           | j̊   |          | w̥        |           |
| Tiếp cận | thường        |         | l         | j   |          | w        |           |
| Rung     | Rung          |         | r         |     |          |          |           |

### Nguyên âm miệng
|          | Trước | Sau |
| -------- | ----- | --- |
| Đóng     | i     | u   |
| Nửa đóng | e     | o   |
| Vừa      | ə     | ə   |
| Nửa mở   | ɛ     | ɔ   |
| Mở       | a     | a   |

### Nguyên âm mũi
|          | Trước | Sau |
| -------- | ----- | --- |
| Đóng     | ĩ     | ũ   |
| Nửa đóng | ẽ     | õ   |
| Nửa mở   | ɛ̃     | ɔ̃   |
| Mở       | ã     | ã   |